# Nathan Knight
Nathan Solomon Kapahulula Knight (ur. 20 września 1997 w Syracuse) – amerykański koszykarz występujący na pozycjach silnego skrzydłowego lub środkowego, od 2023 zawodnik Motor City Cruise.
3 sierpnia 2021 zawarł umowę z Minnesotą Timberwolves na występy zarówno w NBA, jak i zespole NBA G League – Iowa Wolves. 21 lipca 2023 podpisał kontrakt z New York Knicks, również na występy w drużynie G-League – Westchester Knicks.. 18 października 2023 został zwolniony. 21 lipca 2023 został zawodnikiem Boston Celtics z możliwością występów w zespole G-League – Maine Celtics. 16 grudnia 2023 dołączył do Motor City Cruise.

## Osiągnięcia
Stan na 12 stycznia 2024, na podstawie, o ile nie zaznaczono inaczej.
NCAA
- Koszykarz roku konferencji Colonial Athletic Association (CAA – 2020)
- Obrońca roku CAA (2020)[8]
- Laureat nagrody Lou Henson Award (2020)[9]
- MVP:
  - zespołu William & Mary Tribe (2019, 2020)
  - defensywny zespołu William & Mary Tribe (2017–2019)
- Zaliczony do:
  - I składu:
    - CAA (2019, 2020)
    - defensywnego CAA (2018–2020)
    - debiutantów CAA (2017)
    - turnieju CAA (2018)

  - II składu:
    - CAA (2018)
    - Senior CLASS Award All-American (2020)

  - składu:
    - Lute Olsen All-American (2020)
    - Lefty Driesell Defensive All-American (2020)
    - CAA Commissioner's Academic Honor Roll (2019, 2020)
- Zawodnik kolejki CAA (2.01.2018, 8.01.2018, 18.02.2019, 17.02.2020, 6.01.2020, 9.12.2019, 2.12.2019)